# Kóbor
Kóbor (románul: Cobor, Cobura, Covor, németül: Kiwern, Kivern, Buchhorn, szász nyelven: Kivern) falu Romániában, Brassó megyében.

## Fekvése
Az Oltmelléki hegysorhoz tartozó Hortobágy-hegység területén, a Tyúkosi-patak mellett fekszik, ez keletre, majd délkeletre tart, és Felsőtyukos alatt az Olt jobb oldalába ömlik.
Északról Zsiberk (6,5 km), délkeletről Szásztyukos (4 km), délnyugatról Felmér (4 km), nyugatról Dombos (6,5 km), északnyugatról Lemnek (5,5 km) határolja.

## Története
Ez a kis falu Brassó megye legrégebbi települése.
1206-ban már megemlítették az oklevelek villa Cowrnh néven. (Dombos határleírásában, Sárossal és Felmérrel együtt). Az idők folyamán többször is nevet változtatott: 1206– villa Cowrnh, 1488 – Kofferin, 1733 – Kobor, 1850 – Kovor, 1854 – Kobor, Kivern, Cobor. 1211 körül (a teuton lovagok érkezésekor) a falu lakói szászok voltak valószínűleg.
Szász Kőhalomszékhez tartozott. A lutheránus Kőhalomszék egyetlen református faluja volt. Népességéről az első adat 1488-ból származik, ekkor 7 család élt itt. 1529-1530 között a török betöréskor a falu teljesen elpusztult. A szász Kiewrer (kóbori) családnév fennmaradása tanúsítja, hogy valószínűleg 1-2 kóbori család mégis túlélhette a vészt, valamelyik szomszéd faluban menedékre találva. Az ismétlődő pusztítások során megsemmisültek az emlékek és minden okirat. A 16. században a közszékelyek közül többen Kóborra menekültek. Ezt János Zsigmond 1570. kelt okleveléből tudjuk. Hogy Székelyderzsről, Petki Mihály uradalmáról két jobbágy Szabó László és Szabó István Kóborra szöktek. 1640-es összeírásokból ismerjük az akkor élt kóbori családok neveit: Egyed, Nagy, Pap, Máthé, Tyukosi, Kovács, Josa, Marosi, Pal, Csomor, Szabó (1571). Czika család neve: 1557-ben Andreas Zyke, ő volt a kóbori falnagy (bíró). 1658-ban a vártemplom ellenállt a tatároknak.

## Nevezetesség
A vár, a négyszög alakú templomerőd 50 méter hosszú, 32 méter széles, sarkain bástyák álltak hajdan. Az 1802-es földrengés alkalmával leégett a templom, a bástyák és majdnem az egész falu is. Az erősen megrongált bástyatornyokat elbontották.

### A lakosság összetételének változása az idők folyamán
1786: Fogaras megye, ház 200, lakos 905
1850: Nagyszebeni katonai kerület, kőhalmi körzet, zsiberki alkörzet, ház 254, lakos 1047
- Nemzetiség: 934 magyar, 57 román, 56 roma
- Vallás: 935 református (ref.), 112 görögkatolikus (gk.)

1873: Kőhalom szék, ház 261, terület 3942 kh., lakos 1059
1881: Nagy-Küküllő megye, zsiberki járás, ház 245, lakos 913
- Anyanyelv: 773 magyar, 41 román, 16 német, 83 egyéb
- Vallás: 795 református, 100 gk., 17 evangélikus (ev.), 1 izraelita (izr.)

1910: Nagy-Küküllő vármegye, kőhalmi j., ház 245, terület 3971 kh., lakos 888
- Anyanyelv: 786 magyar, 66 román, 13 német, 23 egyéb
- Vallás: 776 református, 88 gk., 16 ev., 4 unitárius (unit.), 2 római katolikus, 1 gk., 1 izr.

1920: județul Târnava mare, plasa Cohalm, ház 285, terület 3971 kh.
- Lakos 944: 826 magyar, 115 román, 2 zsidó, 1 német

1930: județul Făgăraș, plasa Făgăraș, lakos 854
- Nemzetiség: 745 magyar, 95 román, 11 roma, 2 német, 1 zsidó
- Anyanyelv: 747 magyar, 106 román, 1 német
- Vallás: 716 ref., 106 gk., 24 unit., 3 rka., 3 ev., 1 gka., 1 izr.
- 1941: 854 lakos: 719 magyar, 57 román, 4 német, 74 egyéb (Románia, Dél-Erdély)
- 1956: 736 lakos
- 1966: 597 lakos (r. Făgăraș, R. Brașov)

## Nemzetiségi arányok%-ban
- 1850: 89,2 magyar; 5,5 román; 5,3 roma
- 1881: 84,7 magyar; 4,5 román; 1,8 német; 9 egyéb
- 1910: 88,5 magyar; 7,4 román; 1,5 német; 2,6 egyéb
- 1930: 87,3 magyar; 11,1 román; 1,3 roma; 0,2 német; 0,1 zsidó
- 1941: 84,2 magyar; 6,7 román; 0,5 német; 8,6 egyéb